# Főrév
Főrév (vagy Ruzsinó, szlovákul: Ružinov, németül: Rosenheim, korábban Prievoz) Pozsony városrésze. Közigazgatásilag a Pozsonyi kerület Pozsonyi II. járásához tartozik. Főrév (Prievoz) községet 1946-ban csatolták Pozsonyhoz, Györgymajorral egyesítve a Ružinov nevet kapta.

## Fekvése
Pozsonynak az Óvárostól keletre eső városrészét képezi. Területe 40 km2, lakossága mintegy 70 ezer fő.

## Története
A mai Slovnaft üzem területén már i. e. 3500 körül emberi település alakult ki, melynek lakói földművesek, pásztorok voltak. Az ősi időkben két gázló vezetett itt át a Kis-Dunán Pozsony közelében. Főrév falu a felső gázló mellett alakult ki. Ez a rész ma is a városrész legdinamikusabban fejlődő része. A település fejlődésében fontos szerepet játszott, hogy a Duna a római időkben a birodalom határa lett. A rómaiak a limes részét képező erődített katonai tábort építettek ide. A táborhoz számos polgári épület is tartozott. Az 5. század végén szláv törzsek érkeztek erre a vidéke, mely a szláv és germán területek határát képezte. Később a 9. században megalakuló Nagymorva Birodalom része lett, majd a 10. század elejétől a Magyar Királyság része. Jelentősége háttérbe szorult a közeli pozsonyi vár mögött, melynek szolgálófaluja lett.
Vályi András szerint "FŐRÉV. Magyar, és német falu Poson Vármegyében, földes Ura a’ Posoni Várnak Fő Kapitánnya, lakosai katolikusok, többen evangelikusok, fekszik napnyugotra Posonhoz, délre az öreg Duna, északra az Érsek újvári ág Duna, ’s Vereknyének szomszédságokban, ’s a’ Csalóköznek mintegy kalapja, határja két nyomásbéli, fája mind a’ kétféle, Farkastoroki nevű erdője nevezetes, külömbféle vadgyai számosak, szénája elég, eladásra könnyű módgya, de mivel az áradások néha ártalmokra vannak, második Osztálybéli."
Fényes Elek szerint "Révfő, vagy Fő Rév (Oberufer), német falu, Poson vármegyében, Posontól 1/2 órányira, a Műhlau dunaszigetjében: 75 kath., 500 evang. lak., egy derék kastéllya, s vendégfogadóval, mellyet a posoniak gyakran megkeresnek mulatság kedvéért. Lakosai kik között több golyvás találtatik, a Duna szigetjében szép gyümölcsösöket tartanak; galyfákat és zöldséget hordanak eladni. F. u. gr. Pálffy család senioratusa."
Pozsony vármegye monográfiájában "Főrév, Pozsony közelében fekvő német kisközség, 114 házzal és 965, nagyobb részben ág. ev. h. vallású lakossal. E község régi történetét nem ismerjük. A de Pauli grófi család volt a birtokosa, most pedig a gróf Pálffy-féle 65szeniorátusnak van itt nagyobb birtoka. Már a mult század elején is volt itt kastély; legújabban Csáky Jenő gróf építtetett ide nagyobb szabású, minden kényelemmel és kiváló ízléssel berendezett főúri kastélyt. A mult század utolsó tizedében több izben árvíz pusztította, 1877-ben pedig csaknem az egész község leégett. A községnek nincsen temploma. Ide tartoznak Farkastorok telep és Zabos puszta. Van saját postája, távíró- és a vasúti állomása Pozsony."
A település fejlődésére négy esemény volt kedvező hatással, melyek egyúttal az ipari fejlődéssel is összefüggnek. Az eklektikus stílusú Csáky-kastély felépülése a 19. század végén, a kikötői raktárépületek létesítése, a tűzoltóállomás létrejötte 1923-ban és az Apollo kőolajfinomító (1895), majd az utódja, a Slovnaft komplexum felépülte 1957-ben. Ma a városrész számos ipari, kereskedelmi és pénzügyi létesítménynek ad helyet. Egyúttal a fővárosba irányuló vízi-, légi- és vasúti forgalom központja is.

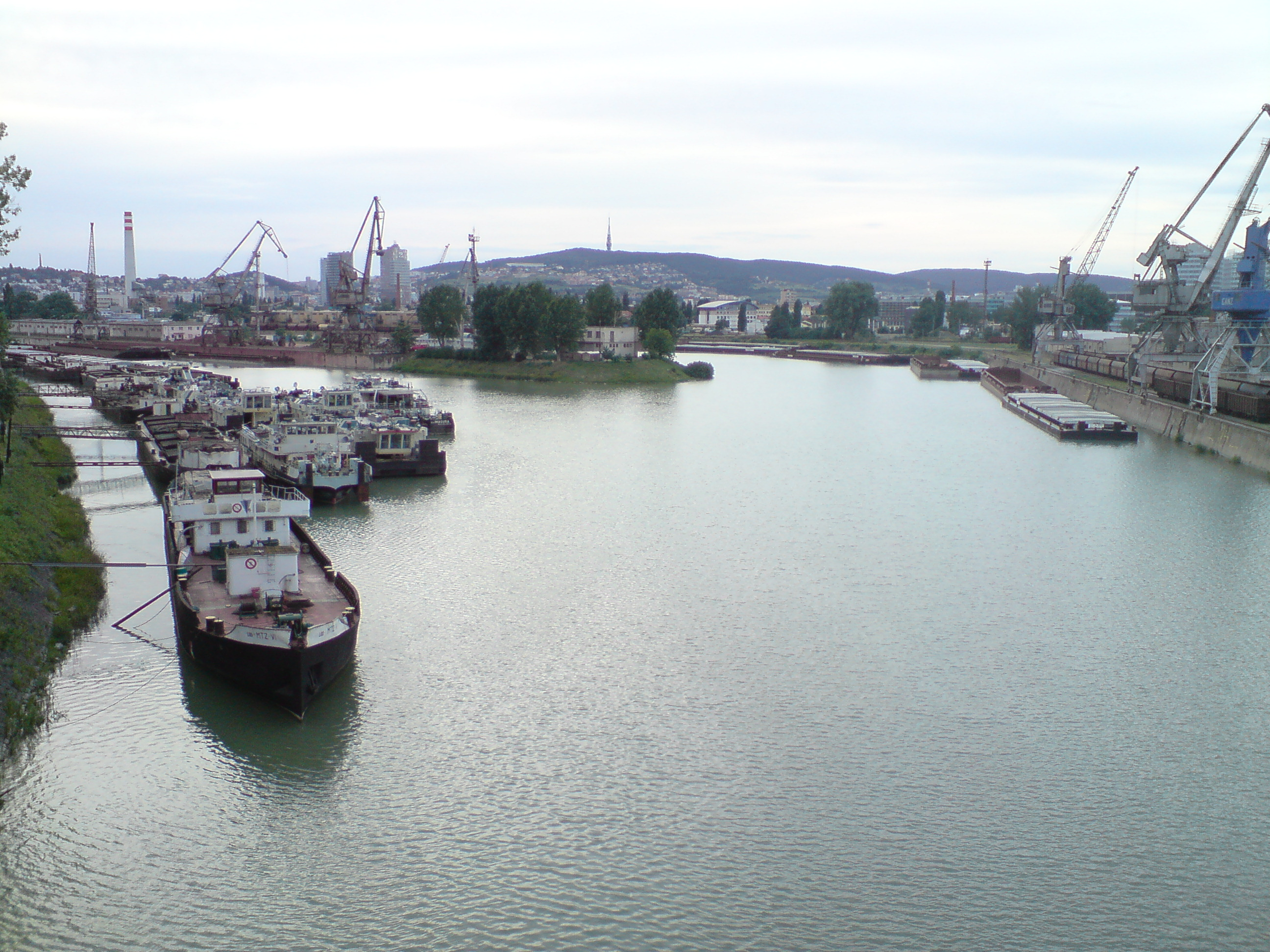
Pozsony téli kikötője Főrévnél

## Népessége
1910-ben a falunak 1301 lakosából 1008 német, 239 magyar és 39 szlovák anyanyelvű lakosa volt.
2001-ben a városrész 70 004 lakosából 64 160 szlovák, 2369 magyar és 1429 cseh volt.
2011-ben 68 574 lakosából 61 871 szlovák, 2150 magyar, 977 cseh, 180 német, 139 morva, 132 ruszin, 90 orosz, 79 ukrán, 67 bolgár, 59 lengyel, 47 cigány, 46 zsidó, 41 horvát, 39 szerb, 489 egyéb és 2168 ismeretlen nemzetiségű volt.

## Nevezetességei
- A Csáky-kastély a 19. század végén épült eklektikus stílusban. Jézus Szíve kápolnája 1933-ban épült.
- A 2000-ben felszentelt katonai temető a II. világháborúban a Pozsony környéki harcokban elesett 1000 német katonának állít emléket.
- Páli Szent Vince tiszteletére szentelt római katolikus temploma 2000-ben épült.
- Nivy Tower, 2020-ban átadott toronyház